# Francisco Bens
Francisco Bens Argandoña (28. června 1867 Havana – 5. dubna 1949 Madrid) byl španělský voják a koloniální úředník. Byl prvním guvernérem Ria de Oro (od 1. prosince 1903 do 7. listopadu 1925).

## Dětství
Francisco Bens byl synem Josého Bense, vojenského hudebníka ze Sevilly, který byl posádkou na Kubě, a Josefy Argandoña. Měl patnáct sourozenců, takže jeho dětství a dospívání bylo plné konfliktů.

## Vojenská kariéra
V patnácti letech nastoupil do Vojenské akademie v Havaně, kterou absolvoval v osmnácti letech v hodnosti poručíka. Poté byl převelen do Španělska, kde se 19. září 1886 zúčastnil potlačení republikánského povstání generála Manuela Villacampy v Madridu. V r. 1893 byl příslušníkem pomocných jednotek vyslaných do Melilly na pomoc proti povstalcům z Rífu, kteří oblehli město a zabili guvernéra Juana Garcíu Margallo.
V únoru 1896 byl převelen na Kubu, kde probíhala válka za nezávislost. Za svoji odvahu a statečnost byl vyznamenán čtyřmi medailemi rudého kříže. Poté, co byla válka ukončena, se vrátil zpět do Španělska v hodnosti kapitána.

## Politická kariéra
V prosinci 1903 byl jmenován vojensko-politickým guvernérem kolonie Rio de Oro (nyní Západní Sahara) a 17. ledna 1904 se vylodil v zátoce Villa Cisneros. Španělská vláda neměla prostředky, a tak se soustředila na vybudování zdejšího města. Bens se snažil získat domorodce a současně podnikat expedice do vnitrozemí, aby španělská přítomnost byla účinná a ne pouze teoretická.
V roce 1907 se Bens přemístil do Aargubu na druhé straně zátoky a v r. 1910 uskutečnil výpravu v délce 400 km do Ataru v emirátu Adrar, tehdy pod francouzskou nadvládou.
V r. 1916 obsadil jižní část Maroka a vyhlásil tam protektorát Cabo Juby (hlavní město bylo pojmenováno po něm Villa Bens). Po dohodě s náčelníky místních kmenů obsadil v roce 1920 La Güeru u Bílého mysu. V roce 1916 byl za zásluhy a službu ve Španělské Sahaře povýšen na podplukovníka. V 1925 byl v hodnosti plukovníka na vlastní žádost odvelen ze Španělské Sahary. Později byl jmenován čestným generálem.
Když 5. dubna 1949 zemřel, byl držitelem mnoha vyznamenání. Jeho přínos pro vytvoření španělské nadvlády ve Španělské Sahaře byl zásadní.